# Frank Lampl
Frank Lampl, rodným jménem František Lampl (6. dubna 1926, Brno – 23. března 2011), byl český a anglický manažer, doživotní prezident a bývalý generální ředitel jedné z největších stavebních firem světa Bovis Lend Lease, emeritní rektor univerzity v Kingstonu, předseda Prague Heritage Fund a řady charitativních nadací.

## Osobní život
Narodil se v Brně do rodiny právníka. Během druhé světové války byl vězněn v ghettu Terezín, nacistických koncentračních táborech Auschwitz-Birkenau a Dachau, kde pracoval mimo jiné v podzemní továrně Kaufering.
Po válce, v níž byla jeho rodina vyvražděna, se rozhodl pro studia v Brně. Ovšem po převzetí moci komunisty v Únoru 1948 byl obviněn z buržoazního původu a opět uvězněn v Jáchymově, kde pracoval v uranových dolech. V roce 1953 byl podmínečně propuštěn díky všeobecné amnestii spojené s narozeninami Stalina. Následně pracoval jako dělník a ve firmě Pozemni Stavby, Závod Opava postoupil na pozici obchodního vedoucího. Během zaměstnání vystudoval Vysoké učení technické v Brně.
Během Invaze do Československa v srpnu 1968 se s manželkou rozhodl opustit zemi a společně odjeli za synem Tomášem do Anglie, který v té době studoval na Oxfordské univerzitě. V roce 1971 začal pracovat u britské stavební společnosti Bovis na pozici políra. Do deseti let se stal jejím generálním ředitelem a díky úspěšným kontraktům z ní učinil jednu z největších stavebních firem na světě s ročním obratem zhruba ve výši 4 miliard dolarů. Podílel se na výstavbě konstrukčně nejnáročnějších projektů, jakými byly londýnské výškové budovy, například finanční centrum Canary Wharf s nejvyšší budovou Evropy, projekt olympijských sportovišť pro LOH 1996 v Atlantě, Eurodisneyland u Paříže nebo nákupní centrum na Rudém náměstí v Moskvě. Firma se také částečně podílela na stavbě Petronas Twin Towers v Kuala Lumpuru.
Po sametové revoluci navázal spolupráci s rodným Brnem a realizoval v České republice několik větších projektů, mimo jiné i Technologický park u VUT. Princ Charles a Václav Havel jej jmenovali předsedou nadace Prague Heritage Fund, která měla mimo jiné za cíl zrekonstruovat a obnovit zahrady Pražského hradu, kostel svaté Anny a sochy Karlova mostu.
V roce 1990 jej královna Alžběta II. pasovala do rytířského stavu. Do erbu si zvolil cimbuří, které má symbolizovat věznění v jáchymovských dolech. Byl držitelem několika čestných doktorátů univerzit. S manželkou Wendy žil v anglickém Wiltshire a sídlo měl také ve státě Washington (USA).